# Kalenice
Kalenice är en ort i Tjeckien.   Den ligger i regionen Södra Böhmen, i den sydvästra delen av landet, 100 km sydväst om huvudstaden Prag. Kalenice ligger 516 meter över havet och antalet invånare är 104.
Terrängen runt Kalenice är platt norrut, men söderut är den kuperad. Terrängen runt Kalenice sluttar norrut. Runt Kalenice är det ganska glesbefolkat, med 28 invånare per kvadratkilometer. Närmaste större samhälle är Strakonice, 13,5 km öster om Kalenice. Omgivningarna runt Kalenice är en mosaik av jordbruksmark och naturlig växtlighet.